# 1818年逝世人物列表
1818年逝世人物列表：1月 - 2月 - 3月 - 4月 - 5月 - 6月 - 7月 - 8月 - 9月 - 10月 - 11月 - 12月
下面是1818年逝世的知名人士列表。

## 1月

### 1日
- 費德勒·費納羅利，義大利作曲家和音樂教師

### 2日
- 卡米洛·德·西蒙妮，義大利神職人員，羅馬教會紅衣主教
- 弗裡德里希·威廉·海因里希·馮·豪森，普魯士中將，第16步兵團團長
- 瑪爾塔·克莉絲蒂娜·蒂賈哈胡，印尼自由鬥士和民族女英雄

### 3日
- 約翰·戈特利布·沃爾特，德國解剖學家

### 5日
- 馬塞洛·巴恰雷利，巴羅克時期的義大利畫家
- 克裡斯托夫·伯恩哈德·威爾斯波爾，德國天主教神父、公關人員和讚美詩作家

### 6日
- 海因里希·馮·維茨萊本，普魯士上校和首席林務員

### 8日
- 羅伯特·鮑伊，美國政治家

### 10日
- 伯恩哈德·奧托·馮·赫德曼，在丹麥服役的德國軍官，最近擔任少將
- 塞巴爾德·勞，德國東方語言學家和改革宗神學家

### 11日
- 約翰·大衛·懷斯，瑞士作家

### 13日
- 卡爾·尤利西斯·馮·薩利斯-馬施林斯，格勞賓登州學者和政治家

### 14日
- 迦勒·霍普金斯，英美戰爭中的軍官（1812）

### 15日
- 馬特維·伊萬諾維奇·普拉托夫，頓河哥薩克人的俄羅斯將軍和阿塔曼

### 16日
- 海因里希·古滕貝格，德國雕刻師

### 19日
- 卡洛·克里維利，羅馬教會的義大利紅衣主教
- 約翰·恩斯特·馮·昆海姆，普魯士中將和第一步兵團的最後一任團長

### 21日
- 弗朗茨·馮·奧珀斯多夫，西里西亞貴族和Oberglogau村的領主

### 22日
- 戈特弗里德·克利斯蒂安·恩斯倫，德國畫家
- 克利斯蒂安·勞，德國法學家
- 卡斯帕·威斯塔爾，美國醫生和解剖學家

### 25日
- 埃利亞斯·馬丁，瑞典畫家

### 27日
- 約翰·菲力浦·恩格爾哈德，德國法學家

### 29日
- 約翰·克利斯蒂安·亨裡奇，德國修辭學家和古典學者

### 31日
- 休·格拉斯哥，美國政治家
- 約翰·喬治·格拉塞爾，奧地利強盜
- 查理斯·亨利·約瑟夫·德·拉斯，圖爾奈市市長

## 2月

### 1日
- 朱塞佩·加扎尼加，義大利歌劇作曲家

### 5日
- 本傑明·戈特洛布·霍夫曼，德國書商和出版商
- 查理十三世，瑞典國王（1809-1818）和挪威國王（1814-1818）
- 阿洛伊斯·馮·雷丁，瑞士政治家和軍人

### 7日
- 埃尼奧·基里諾·維斯康蒂，義大利考古學家

### 9日
- 約翰·米利奇，美國政治家

### 12日
- 弗朗茨·克利斯蒂安·波爾，來自新勃蘭登堡的德國神學家和牧師

### 13日
- 乔治·罗杰斯·克拉克，美國將領
- 伊曼紐爾·戈特利布·弗萊明，撒克遜盲人制度的創始人

### 15日
- 弗裡德里希·路德維希，普魯士將軍

### 16日
- 維森特·何塞·索托·瓦爾卡塞，西班牙羅馬天主教神父，巴利亞多利德主教

### 17日
- 胡安·羅德裡格斯·巴列斯特羅斯，智利總督
- 克利斯蒂安·海因里希·哈斯，漢諾威鑄幣廠大師
- 恩斯特·弗朗茨·馮·普拉滕-哈勒蒙德，普法爾茨選舉樞密院議員和不倫瑞克-呂訥堡總郵政局長

### 18日
- 西蒙·吉爾蒂，印度戰士
- 湯瑪斯·特爾費爾，美國政治家

### 19日
- 撒母耳·格奧爾格·赫特，德國神職人員和戲劇演員

### 21日
- 大衛·漢弗萊斯，美國外交官
- 彼得森·古德溫，美國政治家

### 24日
- 約翰·弗里德里希·艾瑟貝克，德國宮廷園丁

### 28日
- 安妮·瓦萊格-科斯特，法國畫家

## 3月

### 1日
- 賈里德·歐文，美國政治家
- 詹姆斯·斯圖爾特-沃特利-麥肯齊，英國政治家

### 3日
- 帕斯卡爾·安托萬·菲奧雷拉，科西嘉血統的法國步兵將軍
- 喬治·奧古斯特·加布里埃爾·海因修斯，德國行政律師
- 大衛·席克勒，普魯士的商人、企業家和銀行家

### 6日
- 克利斯蒂安·戈特利布·格梅林，德國法學家

### 8日
- 約翰·阿洛伊斯·蓋爾·馮·埃倫伯格，奧地利法學家和法院官員
- 莫魯斯·費耶拉本德，德國天主教神職人員
- 尤斯圖斯·埃倫賴希·塞洛，Royal Planteur in the Tiergarten， 柏林

### 10日
- 格哈德·安東·格蘭伯格，奧爾登堡的城市和鄉村醫生
- 路德維希，在位帝國伯爵，巴伐利亞中將
- 讓·費迪南德·施韋德費格，德國櫥櫃製造商，活躍於法國

### 11日
- 瑪麗亞·路易絲·阿爾貝蒂娜·祖·萊寧根-達格斯堡-法爾肯堡，普魯士女王路易絲的祖母

### 12日
- 約翰·西吉斯蒙德·戈特弗里德·胡特，德國數學家和物理學家

### 14日
- 約翰·約瑟夫·弗萊德霍夫，德國製圖員、雕刻師和女中音藝術家

### 15日
- 卡雷爾·波斯特爾，捷克風景畫家

### 17日
- 約翰·克裡斯托夫·巴斯（Johann Christoph Bathe），德國法學家

### 18日
- 約翰·克勒（Johann Klör），德國水果種植者、養蜂人、亞麻織工和小農

### 20日
- 約翰·尼古拉斯·福克爾，德國管風琴家和音樂史學家

### 23日
- 尼古拉斯·伊索亞德，法國裔馬爾他作曲家
- 約翰·費迪南德·巴爾塔薩·斯蒂費爾，管風琴製造商

### 24日
- 來自 Rembow 的 Michael Szabszinski，普魯士中將兼第6燧發槍團團長
- 汉弗莱·雷普顿，英國景觀設計師

### 25日
- 亨利·李三世，美國騎兵軍官和州長
- 卡斯帕尔·韦塞尔，丹麥-挪威數學家和大地測量學家

### 27日
- 佩德羅·貝尼托·安東尼奧·克韋多·金塔諾，西班牙神職人員和紅衣主教
- 伊莉莎白·亞歷山德羅夫娜·斯特羅加諾娃，俄羅斯貴族

### 28日
- 安東尼奧·卡普齊，義大利作曲家和小提琴家
- 約翰·弗里德里希·霍梅耶，德國商人、船東和瑞典皇家商務委員

### 29日
- 亚历山大·佩蒂翁，海地政治家
- 托马斯·波西，美國政治家

### 30日
- 威廉·巴里·格羅夫，美國政治家
- 彼得·特西爾，德國外交官和商人

## 4月

### 16日
- 約翰·格奧爾格·蓋布，德國管風琴製造商
- 尼古拉斯·馮·克魯夫特，奧地利作曲家

### 18日
- 弗里德里希·路德維希·卡爾·芬克·馮·芬肯斯坦，普魯士區長
- 恩斯特·克利斯蒂安·特拉普，德國教育家

### 20日
- 卡爾·弗賴赫爾·馮·施滕格爾，巴伐利亞陸軍少將

### 22日
- 卡爾·奧古斯特·戈特利布·凱爾，德國新教神學家

### 23日
- Wilhelm Leberecht Götzinger，Saxon Switzerland的開發商
- 阿爾芒·德·羅克洛爾，梅赫倫大主教

### 25日
- 喬治·阿米斯特德，美國陸軍中校

### 26日
- Adélaïde-Marie Champion de Cicé，法國修女和瑪麗之心協會的創始人

### 27日
- 克裡斯托弗·格林納普，美國政治家

## 5月

### 1日
- 喬阿基諾·阿維薩尼，義大利耶穌會士、教師和詩人
- 弗朗索瓦-約瑟夫·貝朗格，法國建築師和園林設計師

### 2日
- 赫尔曼·威廉·丹德尔斯，荷蘭將軍
- 弗里德里希·馮·溫特，德國醫生

### 3日
- 約翰娜·威恩霍爾特，宗教Lavater Circle的德國聯合創始人

### 7日
- 讓·塞薩爾·戈德弗羅伊四世，漢堡商人
- 利奧波德·科澤盧，波希米亞-奧地利作曲家和音樂教師

### 9日
- 約瑟夫·勒克斯，德國演員和歌手（貝斯）
- 克萊門斯·奧古斯特·馮·德·溫格，科隆中將，科隆樞密院議員，首席獵人

### 10日
- 保羅·里維爾，美國自由鬥士

### 13日
- 邁克爾·安德列亞斯·巴克萊·德·托利，德國波羅的海軍官以及俄羅斯將軍和戰爭部長
- 路易五世·約瑟夫·德·波旁-孔代，法國陸軍上將
- 伊曼紐爾·梅裡安，瑞士新教神職人員
- 威廉·馮·沃斯，普魯士公務員，地區行政長官

### 14日
- 梅克倫堡-施特雷利茨的夏洛特，薩克森-希爾德布格豪森公爵夫人，梅克倫堡-施特雷利茨大公卡爾二世的女兒。
- 馬修·格雷戈瑞·路易斯，英國作家

### 15日
- 弗里德里希·馬耶爾（Friedrich Majer），德國歷史學家和民俗學家
- 馬達萊娜·西爾門，威尼斯小提琴家、歌手和作曲家

### 16日
- 馬修·格雷戈瑞·路易斯，英國小說家

### 17日
- 海因里希·弗裡德里希·馮·鮑迪辛，丹麥駐柏林大使
- 伊能忠敬，日本測量師和製圖師（1745-1818）

### 18日
- 勒繆爾·本頓，美國政治家

### 21日
- 約瑟夫·費利克斯·伊內琴，瑞士天主教神父和方言詩人

### 22日
- 路德維希·弗裡德里希·塞拉裡烏斯，德國新教神學家

### 23日
- 以西結·皮肯斯，美國政治家

### 26日
- 邁克爾·安德列亞斯·巴克萊·德·托利，俄羅斯軍事指揮官
- 豪厄尔·科布，美國政治家
- 曼努埃爾·羅德裡格斯·埃爾多伊薩，智利律師、軍官、革命家和政治家

### 27日
- 布拉修斯·伯瑙爾，德國管風琴製造商

### 29日
- 約翰·阿瑪迪斯·弗朗茨·馮·圖古特，奧地利政治家和外交部長

### 31日
- 約翰·瓦倫丁·希爾登布蘭德，奧地利醫生

## 6月

### 1日
- 弗朗茨·卡爾·費爾德，天主教神學家、作家和編輯
- Dietrich Ernst op dem Hamme gen.作者：Schoeppingk，庫爾蘭政治家和俄羅斯政治家

### 2日
- 奧古斯特·威廉·諾奇，德國博物學家

### 3日
- 埃格瓦拉·塞永，衣索比亞皇帝（1801年–1818年）

### 6日
- 扬·亨利克·东布罗夫斯基，波蘭將軍

### 7日
- 伊曼紐爾·巴杜，瑞士雕塑家

### 8日
- 范妮·馮·阿恩斯坦，維也納沙龍
- 法比奧·阿斯奎尼，義大利釀酒師和農業科學家
- 約翰·巴蒂斯特·馮·帕卡西，奧地利建築師、律師、天文學家和數學家
- Henriette-Félicité Tassaert，德法粉彩畫家和女中音藝術家

### 9日
- 克利斯蒂安·弗裡德里希·布霍爾茨，德國化學家和藥劑師
- 約翰·弗里德里希·馮·赫爾曼，普魯士少將，最後是皮勞要塞的指揮官
- 卡爾·馮·舍恩（Karl von Schön），普魯士少將，格勞登茨要塞指揮官

### 10日
- 海因里希·朱利葉斯·馮·戈德貝克，普魯士大法官兼司法部長
- 弗里德里希·阿道夫·馮·卡爾克羅伊特，普魯士軍官，最後一位陸軍元帥
- 海因里希·立達，瑞士畫家

### 12日
- 埃格瓦勒·塞永，衣索比亞皇帝

### 16日
- 丹尼爾·史密斯，美國測量師，美國獨立戰爭中的上校，兩屆田納西州美國參議員
- 斐迪南德·馮·溫辛格羅德，德國貴族和俄羅斯將軍

### 18日
- 克利斯蒂安·路德維希·齊格勒，德國建築大師

### 20日
- 海德薇希·伊莉莎白·夏洛特，瑞典和挪威女王
- 漢斯·戈特洛布·馮·澤施維茨，撒克遜騎兵將軍

### 24日
- 亞歷山大·庫拉金，俄國外交官

### 25日
- 約翰·菲力浦·羅斯，德國-波羅的海作家和教育家

### 28日
- 路德維希·威廉·奧古斯特·馮·埃布拉，普魯士皇家中將，易北河和威悉河之間的最後一位軍事總督，以及烏斯特魯根的世襲領主
- 約翰·戈特弗里德·舍納（Johann Gottfried Schöner），德國路德教牧師、虔誠派和詞曲作者
- 亨利·史密斯，美國政治家

### 29日
- 卡爾·菲力浦·福爾，德國畫家
- 讓-巴蒂斯特-莫伊茲·喬利維特，法國政治家

## 7月

### 1日
- Cay Hartwig Beseler（哈特維格貝塞勒），丹麥皇家商會議員和堤壩檢查員
- 威廉·夏普，美國政治家
- 克利斯蒂安·路德維希·威廉·斯塔克，德國新教神學家

### 3日
- 弗裡德里希·奧古斯特·馮·洛伊奇，德國法學家、撒克遜外交官、漢諾威法院副院長

### 5日
- 埃裡希·克利斯蒂安·克萊維薩爾，德國哲學家、歷史學家和神學家；吉森哲學教授
- 約翰·格奧爾格·威廉·蘭德雷，德國鍾的創始人和漢薩同盟城市呂貝克的議會鑄造廠

### 6日
- 扬·亨利克·东布罗夫斯基，波蘭將軍和民族英雄

### 14日
- 亞歷山德羅·蘭特·蒙特費爾特羅·德拉·羅韋雷，義大利紅衣主教

### 15日
- 威廉·戈特弗裡德·克利斯蒂安·馮·卡彭斯特，普魯士軍官和梅裡特勳章獲得者

### 20日
- 克利斯蒂安·亞伯拉罕·喜力，不來梅市長
- 喬治·海因里希·塞弗霍爾德，發明家、神職人員、樞密院議員、科學家和非小說作家

### 28日
- 加斯帕尔·蒙日，法國數學家和幾何學家

### 30日
- 卡爾·弗里德里希·威廉·馮·內特布拉特，德國律師和共濟會成員

## 8月

### 4日
- 湯姆·莫利諾，非裔美國拳擊手
- 博納文圖拉佈雷姆，德國神職人員，魏斯瑙修道院的最後一位帝國主教和住持
- 撒母耳·喬丹·卡貝爾，美國政治家

### 5日
- 第九代英國男爵約翰·巴林頓爵士

### 6日
- 約翰·雅各·拉姆巴赫，德國路德宗神學家

### 7日
- 伯恩哈德·加利希斯，國會議員兼區議會主席傑弗，傑弗市長

### 9日
- 朱塞佩·阿巴蒙特（Giuseppe Abbamonte），義大利政治家

### 11日
- 羅伯特·卡爾·布拉肯伯里，英國衛理公會傳教士
- 伊萬·彼得羅維奇·庫利賓，俄羅斯製表師、機械師、橋樑建造者和發明家
- 弗朗茨·格奧爾格·卡爾·馮·梅特涅，外交官和公使

### 12日
- 尼古拉·諾維科夫，俄國作家
- 約翰·洛維特，美國政治家

### 13日
- 阿戈斯蒂諾·阿科林博尼，義大利歌劇作曲家
- 約翰·戈特弗裡德·艾菲，德國畫家
- 尼古拉·伊萬諾維奇·諾維科夫，俄羅斯記者和出版商

### 19日
- 卡斯帕·約瑟夫·馮·克洛茨，亞琛皇城市長
- 喬治·弗里德里希·威爾斯，德國律師和作家

### 21日
- 詹姆斯·盧卡斯·楊，英國海軍軍官

### 22日
- 沃倫·黑斯廷斯，印度總督

### 24日
- 詹姆斯·卡爾，美國國會議員
- 第19代奧德利男爵喬治·西克西克
- 伊格納茲·馮·赫夫特，薩爾茨堡市市長

### 25日
- 伊莉莎白·比林頓，德國出生的英國歌劇演唱家
- 約翰·海因里希·克雷維爾特，德國醫生和科學家

### 28日
- 喬治·莫裡茨·馮·布隆伯格，德國地區行政長官和詩人律師

### 30日
- 多明戈·巴迪亞·萊布利希，西班牙-加泰羅尼亞探險家、政治家和皈依伊斯蘭教的人
- 卡西米羅·戈麥斯·奧爾特加，西班牙植物學家

### 31日
- 亞瑟·聖克雷爾，美國政治家和軍官

## 9月

### 1日
- 羅伯特·考爾德，英國海軍軍官

### 3日
- 喬治·弗里德里希·費利克斯·馮·博寧，普魯士地區行政長官

### 4日
- 路德維希·菲力浦·馮·恩格爾佈雷希特，普魯士工兵軍官，最後一位上校和第1步兵旅指揮官

### 7日
- 約翰·霍爾澤，奧地利作曲家

### 9日
- 西摩·弗萊明，英國貴婦

### 12日
- 彼得·安東·馮·弗蘭克，德國法學家和歷史學家

### 19日
- 奧洛夫·彼得·斯沃茨，瑞典植物學家

### 20日
- 賈里德·歐文，美國政治家

### 24日
- 阿洛伊斯·弗裡德里希·威廉·馮·希勒斯海姆，德國經濟學家和公關人員

### 27日
- 萨拉·索菲亚·班克斯，英國古董收藏家，也是博物學家約瑟夫·班克斯的妹妹。

### 28日
- 奧諾雷·約瑟夫·安托萬·甘托姆，法國海軍上將
- 弗朗茨·格萊斯納，德國作曲家、慕尼黑宮廷音樂家和音樂學家
- 奧托·博吉斯拉夫·馮·克萊斯特，普魯士少校和波美拉尼亞地區行政長官

## 10月

### 3日
- 路易士·庫辛-德斯普雷奧，法語： homme de lettres
- 安東·雷伯格，奧地利羅馬天主教神學家；專業協會會員；維也納大學校長；梅爾克修道院院長

### 4日
- 約瑟夫·阿貝爾，奧地利畫家

### 5日
- 南希·漢克斯，亚伯拉罕·林肯的母親

### 7日
- 古德蒙德·約蘭·阿德勒貝斯，瑞典政治家、學者和詩人
- 貝格林的亨利，普魯士稅務官員
- 大衛·斯通，美國政治家

### 8日
- 喬治·特魯伊特，美國政治家

### 10日
- 弗雷德里克·克努斯，丹麥地主

### 11日
- 約翰·弗里德里希·卡爾·杜里施，撒克遜法警和莊園主
- 卡爾·弗里德里希·馮·赫希菲爾德，普魯士軍官，最後一位步兵將軍

### 14日
- 喬賽亞·迪恩，美國政治家

### 16日
- 伊格納茲·皮克爾，德國耶穌會士、天文學家、數學家、史前研究者、教科書作者

### 28日
- 艾碧該·亞當斯，美國第一夫人
- 亨利·雅克·紀堯姆·克拉克，費爾特公爵，法國元帥、政治家

### 30日
- 埃伯哈德·恩斯特·戈特哈德·馮·維格薩克，瑞典陸軍軍官

### 31日
- 約翰·沃爾默斯，來自不來梅的德國商人和參議員

## 11月

### 1日
- 瑪麗-加布里埃爾·卡佩，法國古典主義畫家
- 克裡斯托夫·戈特利布·斯坦貝克，德國傳教士、律師和啟蒙運動作家

### 2日
- 撒母耳·羅米利，英國律師和政治家

### 5日
- 海因里希·弗裡德里希·富格，德國畫家

### 6日
- 瑪律科姆·萊恩，蘇格蘭政治家、下議院議員和作家
- 烏爾斯·維克多·歐柏林，瑞士政治家

### 7日
- 約翰·克裡斯托夫·馬蒂亞斯·賴內克，德國地質學家、製圖師和博學者

### 8日
- 約翰·雅各·格鮑爾，德國出版商

### 9日
- 阿道夫·法蘭茨·卡爾·馮·塞肯多夫，德國法院官員

### 12日
- 皮埃爾-約瑟夫·博赫，法國企業家
- 約翰·辛·多爾西，美國外科醫生

### 15日
- 卡爾·亞歷山大·馮·德·戈爾茨，普魯士上校，葡萄牙陸軍元帥和丹麥中將
- 所羅門·赫澤爾，瑞士政治家和歷史學家
- 約翰·海因里希·齊格勒，瑞士化學家、醫生和企業家

### 17日
- 卡爾·戈特洛布·馮·安東，德國律師、政治家、歷史學家和上盧薩斯科學學會的聯合創始人
- 梅克倫堡-施特雷利茨的夏洛特（Sophie Charlotte），德國公主，英國王后

### 18日
- 約翰·弗里德里希·斯汀克，首次海上救援服務的贊助者

### 21日
- 利奧波德·尼古拉斯·喬治·馮·齊策維茨，Stolpeschen Kreis 的普魯士地區行政長官

### 23日
- 斐迪南德·法蘭茨·瑪麗亞·布吉特，瑙騷胸甲騎兵團少將

### 24日
- 約翰·喬治·沃蘭德，Sondershausen市長

### 26日
- 科洛雷多的約瑟夫，奧地利公使兼將軍
- 所羅門·蘭多爾特，瑞士畫家和政治家
- 卡爾·路德維希·費迪南德·珀尓曼，太平紳士，普魯士公務員，地區行政長官

### 29日
- 約翰·威廉·沃爾夫岡·布賴特豪普特，德國新教神學家和詞曲作者

### 日期不詳
- 亞歷山大·費迪南德·馮·利林，帝國和荷蘭郵政總幹事

## 12月

### 3日
- 約翰·奧古斯特·克里貝爾，福音派路德宗神學家、校長和作家

### 4日
- 大衛·沃爾夫·蘭道，德國首席拉比

### 6日
- 卡爾·海因里希·諾依曼，德國傳教士和學生

### 8日
- 约翰·戈特利布·甘恩，瑞典化學家
- 卡爾，巴登大公

### 10日
- 弗朗茨·安東·馮·巴登，Breisgau Estates的最後一任主席
- 休伯特·毛雷爾，奧地利畫家、製圖員和維也納美術學院繪畫教師

### 14日
- 約翰·邁克爾·哈特瓦爾克，企業家、啟蒙思想家

### 15日
- 約瑟夫·路德維希·科爾馬，美因茨主教

### 16日
- 多米尼克·康斯坦丁 慕尼克，德國神學家和歷史學家

### 17日
- 阿卜杜拉一世·伊本·沙特，瓦哈比派伊瑪目 （1814–1818）
- 費爾南多·瑪律克斯·德拉普拉塔，西班牙殖民官員和智利第1屆政府軍政府成員

### 18日
- 路德维希·奥古斯特，安哈爾特-科滕公爵
- 馬約爾·德·聖保羅，法國演員、導演和劇作家

### 19日
- 理查·溫恩，美國政治家

### 22日
- 弗里德里希·路德維希·馮·貝勒普施，德國貴族、法院法官、漢諾威王國地區和財務主管以及公關人員
- 約翰·阿洛伊斯·施耐德，薩克森州的天主教主教

### 24日
- 薩克森的瑪麗亞·伊莉莎白，波蘭皇家公主、薩克森公主、星十字勳章夫人

### 25日
- 卡爾·弗里德里希·亞歷山大·馮·戈爾申，哈布斯堡王朝帝國軍隊中的德國少將
- 凱薩琳-多米尼克·德·佩里儂，法國革命將軍、元帥和法國同儕
- Gebhard von der Schulenburg-Wolfsburg（格布哈德·馮·德·舒倫堡-沃爾夫斯堡），政治家

### 26日
- 約翰內斯·洛倫茨·伊森比爾，德國神學家
- 葡萄牙的瑪麗亞·伊莎貝拉，西班牙女王和葡萄牙公主
- 克萊門斯·奧古斯特·馮·威斯特法倫，帝國特使兼美因茨選帝侯國務大臣

### 27日
- 李普曼·摩西·布申塔爾，德國拉比和作家
- 恩斯特·普拉特納，德國人類學家、醫生和哲學家

### 31日
- 讓-皮埃爾·杜波特，法國大提琴家和作曲家
- 喬治·芒福德，美國政治家